# Choi Hong-hi

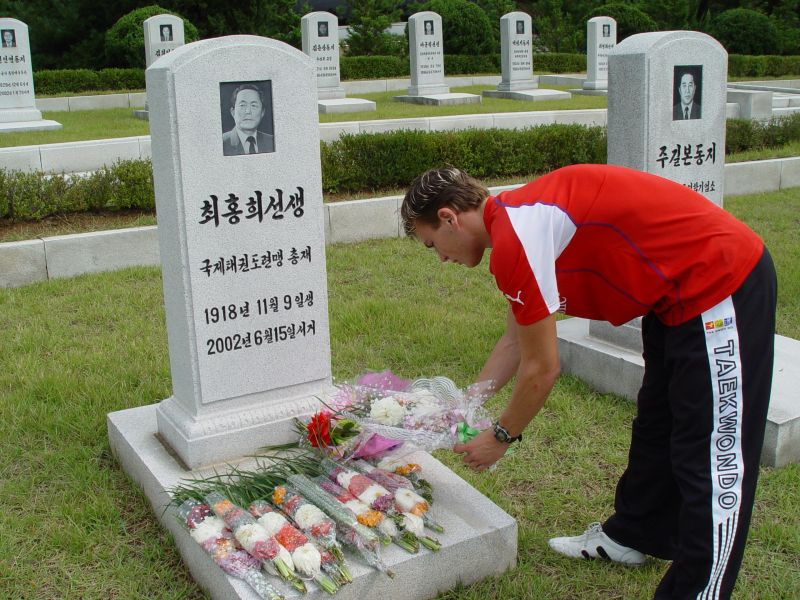
Grób Choi Hong-hi

Choi Hong-hi (ur. 9 listopada 1918, zm. 15 czerwca 2002) – południowokoreański generał, twórca taekwondo.
Urodził się na terenach okupowanych przez Japończyków i został wcielony siłą do armii japońskiej. Schwytany przy próbie dezercji i przedostania się do Koreańskiej Armii Wyzwoleńczej, został skazany na śmierć. Uratowało go wyzwolenie Korei. Po podziale państw koreańskich pozostał w Korei Południowej, chociaż pochodził z Północy. Opracował dla potrzeb wojska specjalny program treningowy, który z czasem został przekształcony w taekwon-do.
Popadł w niełaskę po dojściu do władzy prezydenta Parka Chung-hee (1961). Pod koniec lat 40. Choi był członkiem składu orzekającego, który skazał przyszłego prezydenta na karę śmierci (później złagodzoną). Choi został zmuszony do odejścia z armii i wysłany jako ambasador do Malezji (1962–1965). Po zakończeniu misji dyplomatycznej zdecydował się na emigrację i osiadł w Kanadzie (1972), gdzie współtworzył federację taekwon-do ITF (International Taekwon-Do Federation). W odpowiedzi w Korei Południowej powstała konkurencyjna federacja WTF (World Taekwondo Federation), co spowodowało rozłam w światowym taekwon-do.
W latach 80. wprowadził taekwon-do także do rodzinnej Korei Północnej. Zamknęło to ostatecznie drogę do porozumienia z władzami w Seulu, które uznały Choi za „zdrajcę”.
Opracował szereg prac na temat taekwon-do, m.in. encyklopedię tego sportu w 1985.
Kopnięcia opracowane przez Generała Choi Hong-hi:
- Nazwa – Wykonanie
- Apcha Busigi (popularne „apchagi”) – podkurczyć nogę i wyprostować (frontalnie)
- Dolyo Chagi – podnieść jedną nogę po skosie i wyprostować w miarę w pionie/noga podporowa obrót 90 stopni
- Apcha Olligi – wymach prostej nogi w przód